# Volo Indian Airlines 557
Volo Indian Airlines 557 era il codice identificativo di un volo di linea della Indian Airlines tra le città di Bangalore e di Mangalore, in India, che il 19 agosto 1981 uscì di pista durante l'atterraggio all'aeroporto Internazionale di Mangalore.

## L'aereo
Il velivolo coinvolto era un Hawker Siddeley HS 748, marche VT-DXF, numero di serie 511. Volò per la prima volta nel 1967 e venne consegnato a Indian Airlines nel novembre dello stesso anno.

## L'incidente
Avvicinandosi all'aeroporto di Mangalore, l'aereo dovette stare in'attesa a causa delle cattive condizioni meteorologiche; in seguito venne autorizzato ad atterrare ma toccò la pista troppo in avanti, non riuscì a fermarsi e terminò la corsa in un avvallamento provocando il cedimento del carrello d'atterraggio anteriore. Non ci furono vittime né feriti tra i passeggeri, mentre l'aereo fu demolito a causa dei danni riportati.
Le indagini rivelarono che il pilota non aveva settato i flap nella posizione corretta per l'atterraggio, in questo modo l'aereo volava ad una velocità eccessiva e per questo toccò la pista troppo avanti. Venne fatto notare anche che la pista in questione era leggermente in discesa e che l'aereo aveva vento in coda.